# Brian McGuire
Pour les articles homonymes, voir McGuire.
Pas d'image ? Cliquez ici
Brian McGuire était un pilote automobile australien né à East Melbourne le 13 décembre 1945 et décédé dans un accident le 29 août 1977. Il s'est engagé sur deux Grand Prix en Formule 1 en 1976 et 1977, sans pour autant prendre le départ. 

## Biographie
Brian McGuire est né en Australie, de parents anglais. Il fraternise tout jeune avec Alan Jones avec qui il décide de partir en Europe. Mais dans les années 1970, les pilotes australiens sont souvent pilote de seconde zone comme Vern Schuppan ou Larry Perkins. Après ne pas avoir réussi à trouver une écurie malgré plusieurs victoires en Formule Libre. Il achète alors une Williams FW04 à Frank Williams grâce à ses sponsors puis crée le Brian McGuire Racing qui ne parviendra jamais à se qualifier. Il remporte par ailleurs à Thruxton une manche de Formule Libre. Par la même occasion, c'est la première victoire d'une Williams. Malheureusement, il est tué dans un accident lors d'une manche du championnat Aurora à Brands Hatch le 29 août 1977 quand la suspension de sa FW 04 cède et propulse sa monoplace dans un poste de commissaire tuant le pilote et un commissaire et en blessant deux autres. 

## Résultats en championnat du monde de Formule 1
| Saison | Écurie        | Châssis | Moteur           | Pneus    | Grands Prix disputés        | Points inscrits | Classement |
| ------ | ------------- | ------- | ---------------- | -------- | --------------------------- | --------------- | ---------- |
| 1977   | Brian McGuire | BM1     | Ford-Cosworth V8 | Goodyear | 0 (1 non pré-qualification) | 0               | n.c.       |

## Palmarès
- Formule Aurora en 1976.